# Shabana Azmi

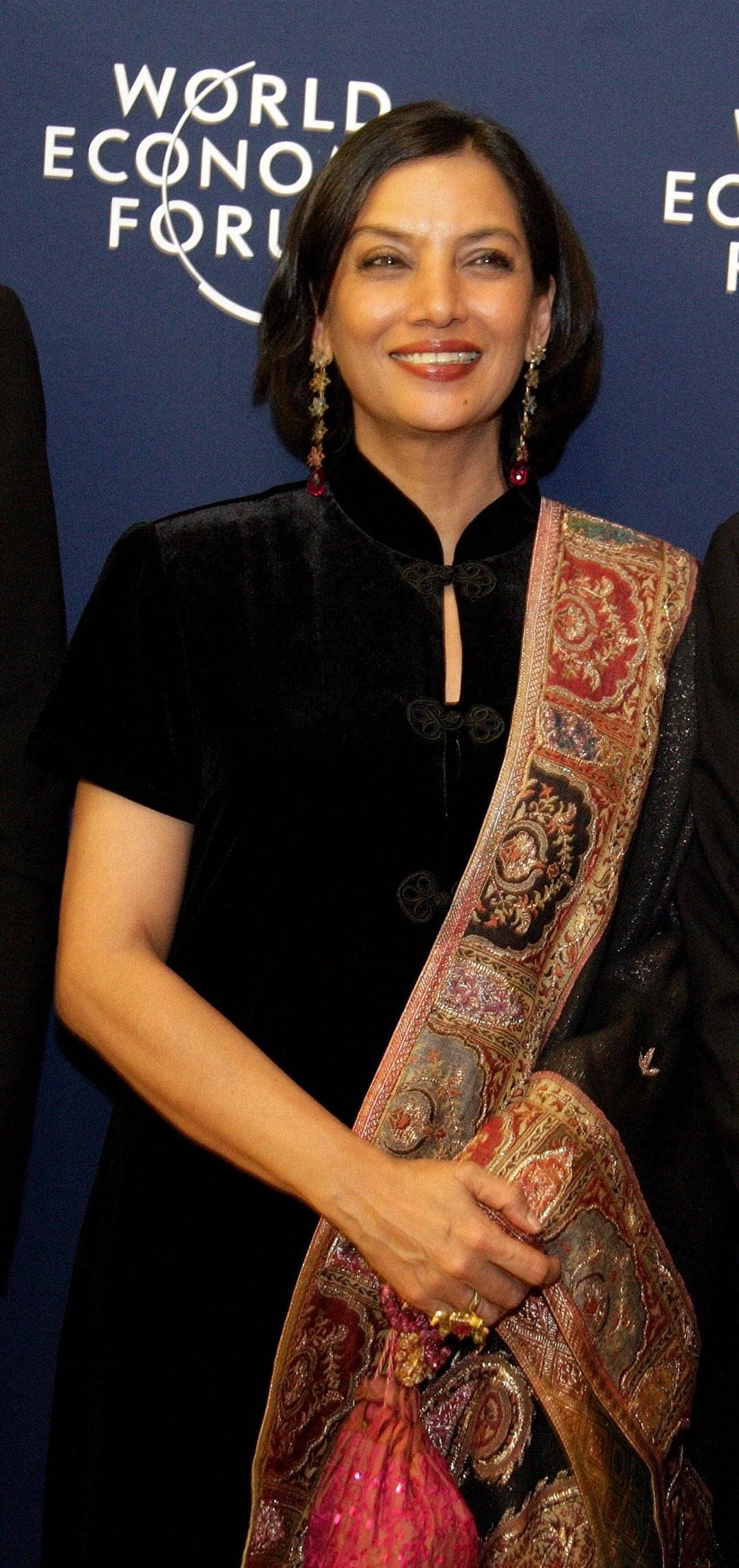
Shabana Azmi (2006)

Shabana Azmi (Hindi, शबाना आज़मी, Śabānā Āzmī; * 18. September 1950 in Delhi) ist eine indische Filmschauspielerin und Sozialaktivistin. Sie ist eine der profiliertesten Vertreterinnen des indischen Parallelkinos.

## Leben
Nach ihrer 1972 abgeschlossenen Schauspielausbildung am Film and Television Institute of India in Pune hatte die muslimische Inderin Azmi ihr Filmdebüt bei Shyam Benegal in dessen Film Ankur (1974). Ihre Leistung wurde insbesondere von der Kritik positiv aufgenommen und sie bekam weitere Rollen. Unter Benegal spielte sie Hauptrollen in Nishant (1975) und Junoon (1978), womit sie zu den führenden Darstellerinnen des New Indian Cinema avancierte. 1976 feierte sie an der Seite von Shashi Kapoor einen Erfolg mit Fakira unter der Regie von C. P. Dixit, sie galt fortan als populäre und erfolgreiche, doch gleichwohl ernsthafte Schauspielerin. In Satyajit Rays einzigem nicht-bengalischen Film Die Schachspieler (1977, mit Sanjeev Kumar) spielte sie ebenso wie in der sozialkritischen Komödie Albert Pinto Ko Gussa Kyon Ata Hai (1980, mit Naseeruddin Shah und Smita Patil) von Saeed Akhtar Mirza. In ihren populärsten Filmen der ausgehenden 1970er Jahre, Swami (1977) und Apne Paraya (1980), verkörperte sie vom traditionellen Rollenbild geprägte Frauen; Basu Chatterjee führte bei beiden Filme Regie.
Azmi trennte sich in den 1980er Jahren von ihrem Rollenklischee der tugendhaften Frau. Sie stieß Teile ihres Publikums vor den Kopf, als sie 1983 in Lekh Tandoris Doosri Dulhan eine Prostituierte verkörperte. Für ihre Hauptrolle in Arth (1982) erhielt sie ihren zweiten Filmfare Award als beste Hauptdarstellerin, den ersten hatte sie für Swami erhalten. In den 1980er Jahren festigte sie ihren Ruf als intelligente und sozial verantwortlich denkende Schauspielerin.
Weltweit bekannt wurde Azmi durch ihre Rollen in internationalen Koproduktionen. Unter der Regie von Mrinal Sen spielte sie 1986 in der französisch-indisch-belgisch-schweizerischen Produktion Genesis und 1993 unter Ismail Merchant in der amerikanisch-indischen Koproduktion In Custody. Dazwischen lagen zahlreiche internationale Filmauftritte, so 1988 zusammen mit Hugh Grant, Soumitra Chatterjee und John Hurt in Eine bengalische Nacht. 1992 wirkte sie zusammen mit Om Puri und Patrick Swayze in Stadt der Freude mit, einem Film, der in der bengalische Metropole Kolkata spielt. In Deepa Mehtas Film Fire (1996) spielte sie eine Frau, die lesbische Gefühle in sich entdeckt und diesen nachgibt. Der Film löste im traditionellen Indien Kontroversen über die Akzeptanz sexueller Deviationen aus und wurde in Pakistan nicht gezeigt.
Shabana Azmi erhielt fünf National Film Awards als beste Hauptdarstellerin und dreimal den Filmfare Award als beste Hauptdarstellerin. Sie spielte in über 120 Filmen mit. 1990 war sie Jurypräsidentin des World Film Festivals in Montreal. 1998 wurde sie mit dem Padma Shri ausgezeichnet, 2012 mit dem Padma Bhushan. Bei den International Indian Film Academy Awards 2005 in Amsterdam wurde ihr ein Preis für ihr Lebenswerk verliehen.
Shabana Azmi ist UN-Botschafterin ihres Landes für Entwicklung und Menschenrechte. Sie gilt als Vorreiterin des modernen Feminismus in Indien und tritt gegen religiösen Radikalismus auf. Ihr gesellschaftliches Engagement und die Eigenschaft, „kein Blatt vor den Mund zu nehmen“, heben sie von der Masse der gewöhnlichen Bollywood-Stars ab.
Shabana Azmi ist die Tochter des Urdu-Schriftstellers und Lyrikers Kaifi Azmi und der Theaterschauspielerin Shaukat. Ihr Bruder Baba Azmi ist als Kameramann tätig. Sie ist mit Javed Akhtar verheiratet.

## Filmografie (Auswahl)
| - 1974: Tränen auf heißem Sand (Ankur) - 1974: Faslah - 1974: Ishq Ishq Ishq - 1974: Parinay - 1975: Nishant - 1976: Fakira - 1976: Kadambari - 1976: Shaque - 1977: Die Schachspieler (Shatranj Ke Khilari) - 1977: Adha Din Adhi Raat - 1977: Amar Akbar Anthony - 1977: Chor Sipahee - 1977: Ek Hi Raasta - 1977: Hira Aur Patthar - 1977: Jallian Wala Bagh - 1977: Kanneshwara Rama - 1977: Karm - 1977: Khel Khilari Ka - 1977: Kissa Kursi Ka - 1977: Parvarish - 1977: Swami - 1977: Vishwasghaat - 1978: Atithee - 1978: Devata - 1978: Junoon - 1978: Khoon Ki Pukaar - 1978: Swarg Narak - 1978: Toote Khilone - 1979: Lahu Ke Do Rang - 1979: Amar Deep - 1979: Bagula Bhagat - 1979: Jeena Yahan - 1980: Jwalamukhi - 1980: Hum Paanch - 1980: Apne Paraye - 1980: Thodisi Bewafaii - 1980: Sparsh - 1980: Die Wut des Albert Pinto (Albert Pinto Ko Gussa Kyon Ata Hai) - 1980: Ek Baar Kaho - 1980: Yeh Kaisa Insaaf - 1981: Shama - 1981: Ek Hi Bhool | - 1981: Sameera - 1982: Arth - 1982: Suraag - 1982: Raaste Pyar Ke - 1982: Anokha Bandan - 1982: Ashanti - 1982: Log Kya Kahenge - 1982: Namkeen - 1982: Yeh Nazdeekiyan - 1983: Doosri Dulhan - 1983: Sweekar Kiya Maine - 1983: Avtaar - 1983: Mandi - 1983: Masoom - 1983: Pyaasi Aankhen - 1984: Bhavna - 1984: Gangvaa - 1984: Khandhar - 1984: Lorie - 1984: Aaj Ka M.L.A. Ram Avtar - 1984: Hum Rahe Na Hum - 1984: Kaamyaab - 1984: Kamla - 1984: Paar - 1984: Ram Tera Desh - 1984: Yaadon Ki Zanjeer - 1985: Rahi Badal Gaye - 1985: Khamosh - 1986: Nasihat - 1986: Genesis - 1986: Shart - 1986: Anjuman - 1986: Ek Pal - 1986: Samay Ki Dharaa - 1987: Itihaas - 1987: Pestonjee - 1987: Susman - 1988: Madame Sousatzka - 1988: Mardon Wali Baat - 1988: Ek Aadmi - 1988: Libaas - 1988: Die Bengalische Nacht (La Nuit Bengali) | - 1989: Ek Din Achanak - 1989: Oonch Neech Beech - 1989: Rakhwala - 1989: Main Azaad Hoon - 1989: Picnic - 1989: Sati - 1990: Amba - 1990: Disha - 1990: Muqaddar Ka Badshaah - 1990: Ek Doctor Ki Maut - 1991: Jhoothi Shaan - 1991: Antarnaad - 1991: Dharavi - 1991: Fateh - 1992: Stadt der Freude (City of Joy) - 1992: Adharm - 1992: Immaculate Conception - 1993: Der Sohn des rosaroten Panthers (Son of the Pink Panther) - 1993: In Custody - 1994: Patang - 1996: Fire – Wenn Liebe Feuer fängt (Fire) - 1997: The Death Sentence: Mrityu Dand - 1997: Saaz - 1998: Earth - 1998: Side Streets - 1998: Bada Din - 1999: Godmother - 2000: Gaja Gamini - 2000: Hari-Bhari: Fertility - 2001: Daughters of This Century - 2002: Makdee - 2003: Tehzeeb - 2004: Morning Raga - 2005: 15 Park Avenue - 2005: Waterborne - 2006: Umrao Jaan - 2006: Banglatown Banquet - 2007: Om Shanti Om (Gastauftritt) - 2007: Honeymoon Travels Pvt. Ltd. - 2007: Loins of Punjab Presents - 2009: Luck by Chance – Liebe, Glück und andere Zufälle (Gastauftritt) - 2012: The Reluctant Fundamentalist - 2021: Sheer Qorma - 2022–2024: Halo (Fernsehserie) - 2022: What’s Love Got to Do with It? |